# Louise Sauvage
Alix Louise Sauvage (sinh ngày 18 tháng 9 năm 1973 ở Perth, Tây Úc) là một tay đua xe lăn Paralympic Úc. 
Sauvage thường được coi là phụ nữ chơi thể thao khuyết tật nổi tiếng nhất tại Úc. Cô giành được hai huy chương vàng và một huy chương bạc ở Sydney 2000 Paralympic trò chơi trước một đám đông chủ nhà. Vào năm 2004 Thế vận hội Olympic, cô đứng thứ 3 trong các môn thể thao trình diễn của Phụ nữ 1500 m xe lăn. Cô từng tham gia Paralympic mùa hè năm 2004, nơi cô đã giành bạc trong cuộc đua 400 và 800 mét. Cô đã giành được bốn Marathon Boston, và giữ kỷ lục thế giới trong m 1500, 5000 m và 4x100 m và chuyển tiếp m 4x400. Cô là nữ vận động viên Úc của năm vào năm 1999, và vận động viên xe lăn quốc tế nữ của năm vào năm 1999 và 2000. 